# Tacones (Gijón)
Tacones (San Andrés de los Tacones en asturiano y oficialmente) es una parroquia del concejo asturiano de Gijón, en España. Pertenece a su distrito rural.

## Demografía
En el año 2000 tenía 192 habitantes, en 2008 216 y en 2022 el padrón le atribuye 131, de ellos 68 hombres y 63 mujeres.

## Situación
Situada en la parte occidental del concejo, limita al norte con Carreño, al oeste con la parroquia de Serín, al este con la de Fresno y al sur con la de Cenero.
En el límite con Cenero (al sur) está situado el embalse de San Andrés de los Tacones, construido en 1964 para abastecer de agua a la factoría siderúrgica de Arcelor. Justo en las inmediaciones del embalse, está construyéndose la Zona de Actividades Logísticas e Industriales de Asturias, más conocida como ZALIA.

## Toponimia
En su obra Diccionario toponímico del concejo de Gijón, el filólogo Ramón d'Andrés Díaz opina que es difícil que el nombre de la parroquia guarde relación con la palabra «tacón». Es más, esta no se reconoce en el asturiano actual fuera de su uso como topónimo.
El mencionado autor cree, sin embargo, que Tacones es una alteración de estacones («estacas grandes»). Según Ramón d'Andrés, es posible que estas caracterizasen en otras épocas el paisaje de la parroquia, pues las marismas llegaban hasta la zona y el río Aboño era navegable. De hecho, este curso de agua aún se usaba en el siglo xviii como vía de transporte de mercancías hasta su desembocadura. Los estacones se emplearían o bien para amarrar las barcas, o bien para contener las aguas del río.

## Entidades singulares de población
Se indican entre paréntesis sus nombres en asturiano, los cuales tienen carácter oficial:
- Melendrera (La Melendrera)
- Reboria (La Reboria)
- San Andrés
- Villar